# Lekenik
Lekenik ist eine kroatische Großgemeinde mit 6032 Einwohnern (Stand 2011) in der Gespanschaft Sisak-Moslavina.

## Geografische Lage
Lekenik liegt im Dreieck der Regionen Turopolje, Vukomeričke gorice und der Region Sisak-Petrinja, 21 km südöstlich von Velika Gorica, 101 m ü. d. M.
Zwei Kilometer östlich liegt der kleine Weiler Lekenička Poljana (278 Einwohner), der als Sehenswürdigkeit die restaurierte Holzkapelle „Heiliggeist“ aus dem 18. Jahrhundert bietet.

## Geschichte
Lekenik wurde vom Erdbeben am 29. Dezember 2020 schwer getroffen.

## Verkehr

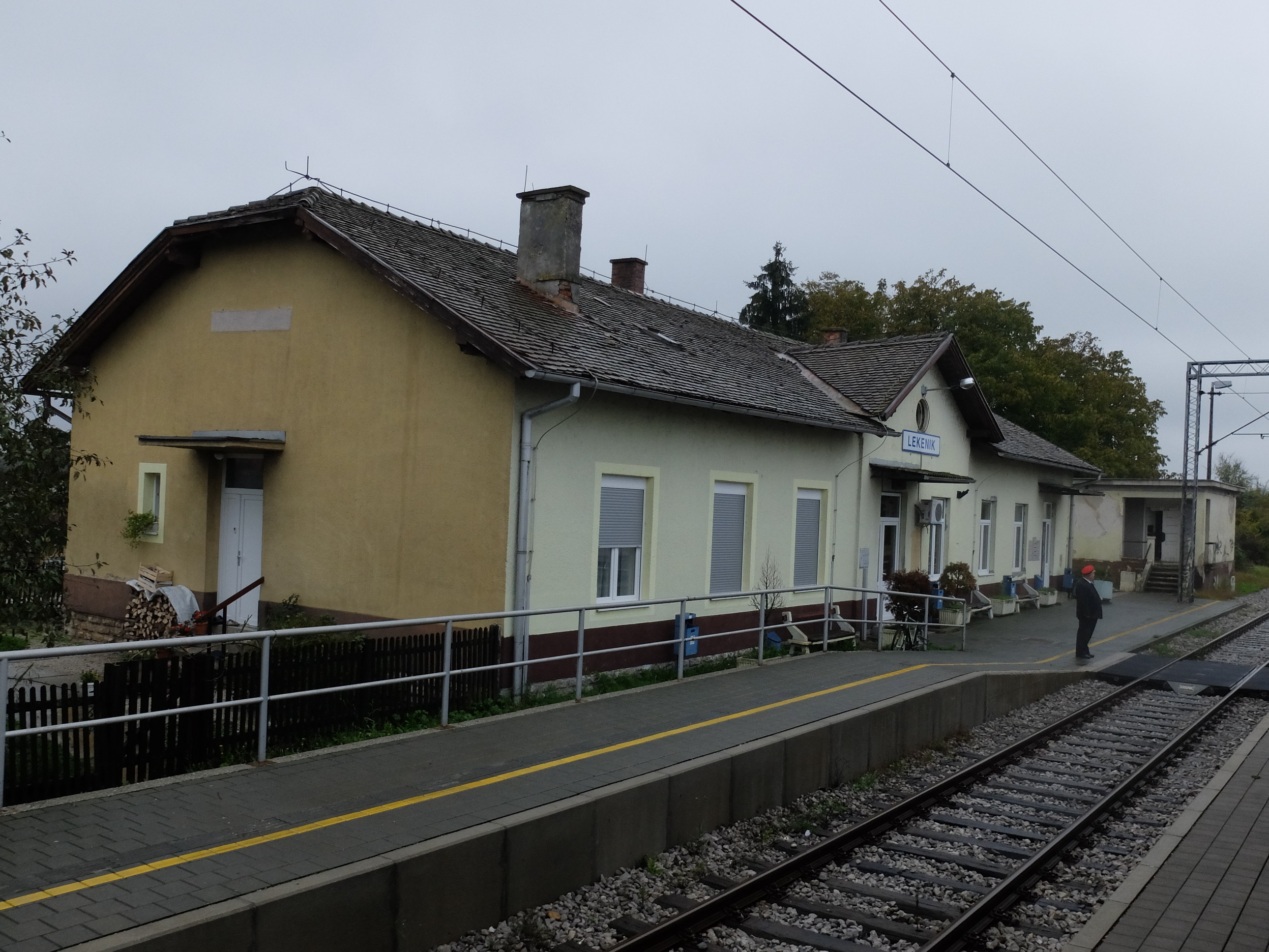
Bahnhof

Der Ort liegt unmittelbar an der Hauptverbindungsstraße zwischen der Hauptstadt Zagreb und der Industriestadt Sisak.
Auch an die Eisenbahnstrecke zwischen Zagreb und Sisak ist Lekenik angebunden.
Außerdem hat bereits der Bau der Autobahn A11 begonnen, die Zagreb mit Sisak verbinden soll. Die Verbindung nach Buševec wurde im April 2015 fertiggestellt, die Fortführung nach Sisak ist für 2024 geplant. (siehe Infrastruktur, Verkehr und Telekommunikation in Kroatien).

## Wissenswertes & Interessantes
Lekenik ist Sitz eines internationalen SOS-Kinderdorfes.
Insbesondere ist der Ort und seine ländliche Umgebung für viele gut erhaltene Bauernhäuser aus Holz, die mit charakteristischen Details und Schnitzereien verziert sind, bekannt.
Auch bei Anglern ist Lekenik beliebt, da der Ort durch zahlreiche nahegelegene Flüsse ein unberührtes Paradies der Natur anbietet.
Der Ortsteil Letovanić ist durch ein Volkslied fast in ganz Kroatien bekannt, es lautet wie folgt:
Letovanić Letovanić selo pokraj Kupe.

Letovanić Letovanić selo pokraj Kup'.

Šajdarajda oči plave

selo pokraj Kupe.

Šajdarajda oči plave

selo pokraj Kup'.